# Дераженська волость
Дераженська волость — адміністративно-територіальна одиниця Рівненського повіту Волинської губернії Російської імперії. Волосний центр — містечко Деражне.
Станом на 1885 рік складалася з 9 поселень, 8 сільських громад. Населення — 6202 особи (2943 чоловічої статі та 3259 — жіночої), 377 дворових господарства.
Основні поселення волості:
- Деражне — колишнє власницьке містечко при річці Горинь за 35 верст від повітового міста, 490 осіб, 55 дворів; волосне правління; православна церква, костел, синагога, 6 лавок, 3 водяних млини, цегельний завод. За 6 верст - винокурний завод. За 7 та 8 верст - смоляні заводи.
- Бичаль — колишнє власницьке село, 339 осіб, 43 двори, православна церква, постоялий будинок, водяний млин.
- Дюксин — колишнє власницьке село при річці Горинь, 612 осіб, 74 двори, православна церква, постоялий будинок, цегельний завод.
- Постійне — колишнє власницьке село, 871 особа, 82 двори, православна церква, постоялий будинок, кузня, водяний млин, винокурний завод.

## Під владою Польщі
18 березня 1921 року Західна Волинь відійшла до складу Польщі. Волость продовжувала існувати як ґміна Деражне Рівненського повіту Волинського воєводства в тих же межах, що й за Російської імперії та Української держави.
1 січня 1925 року ґміну вилучено з Рівненського повіту і включено до новоутвореного Костопільського.
Польською окупаційною владою на території ґміни інтенсивно велася державна програма будівництва польських колоній і заселення поляками. На 1936 рік ґміна складалася з 24 громад:
1. Анелівка — колонії: Анелівка і Дубрівка та фільварок: Яловиця;
2. Бичальські Хутори — хутори: Бичальські Хутори;
3. Бичаль — село: Бичаль;
4. Борівка — колонії: Борівка, Ситниця, Межанка, Ярошівка, Юзефин, Глибочок, Пеньки-Борівські і Залукавець;
5. Чудви — село: Чудви;
6. Дебриця — колонії: Дебриця, Дебриця Мала, Долина-Діброва, Кругле-Болото, Мариків і Смолярів та хутір: Зигмунтівка;
7. Деражне — село: Деражне, колонії: Олександрівка, Горільня і Яминець та хутір: Забара;
8. Деражне — містечко: Деражне;
9. Дюксин — село: Дюксин та колонія: Пеньки-Дюксинські;
10. Корчин — село: Корчин та колонія: Залипів;
11. Михайлівка — колонії: Михайлівка, Лісний Двір, Видимир, Макарівка і Заброди;
12. Вільхівка — колонія: Вільхівка;
13. Полянівка — колонії: Полянівка і Клин Ставецький;
14. Пендики — колонії: Пендики і Пеньки-Пендицькі;
15. Пересилянка — колонії: Перелисянка, Машкопіль, Марянівка, Веречівка і Зарамення;
16. Постійне — село: Постійне та колонія: Гай;
17. Радомянка — колонія: Радомянка;
18. Ставок — село: Ставок та колонія: Пеньки Ставецькі;
19. Томашів — колонія: Томашів;
20. Углищі — село: Углищі;
21. Злазне — село: Злазне та колонії: Видумка і Перетоки;
22. Звізді — село: Звізді;
23. Зобринь — села: Зобринь і Круги та колонія: ;
24. Зильжа — село: Зильжа.

Після радянської анексії західноукраїнських земель ґміна ліквідована у зв'язку з утворенням Деражнянського району.